# Ghiacciaio Hippocrates
Il ghiacciaio Hippocrates è un ghiacciaio lungo circa 6 km e largo 4 situato sull'isola Brabant, una delle isole dell'arcipelago Palmer, al largo della costa nord-occidentale della Terra di Graham, in Antartide. In particolare, il ghiacciaio, il cui punto più alto si trova a circa 1000 m s.l.m. e che si trova a sud-ovest del ghiacciaio Balanstra, scorre verso sud-est, partendo dal versante orientale del monte Imhotep, dei monti Stribog, e fluendo tra i monti Solvay e la dorsale Gutsal, fino a entrare nella baia di Buls, nella parte orientale dell'isola.

## Storia
Il ghiacciaio Hippocrates appariva già in mappe del governo argentino realizzate nel 1953 dove però non era indicato con nessun nome; in seguito esso è stato fotografato durante una serie di ricognizioni aeree effettuate dalla Hunting Aerosurveys Ltd nel 1956-57, mappato più dettagliatamente dal British Antarctic Survey (al tempo ancora chiamato "Falkland Islands Dependencies Survey", FIDS) sulla base di tali fotografie e battezzato con il suo attuale nome dal Comitato britannico per i toponimi antartici in onore di Ippocrate, il medico e geografo greco considerato il padre della medicina.